# Грејлинг (Аљаска)
Грејлинг (енгл. Grayling) град је у америчкој савезној држави Аљаска.

## Демографија
По попису из 2010. године број становника је 194, што је 0 (0,0%) становника више него 2000. године.
| Група                 | 2000.       | 2010.       |
| Амерички староседеоци | 171 (88,1%) | 169 (87,1%) |
| Белци                 | 14 (7,2%)   | 13 (6,7%)   |
| Афроамериканци        | 0 (0,0%)    | 0 (0,0%)    |
| Азијати               | 0 (0,0%)    | 0 (0,0%)    |
| Хиспаноамериканци     | 2 (1,0%)    | 0 (0,0%)    |
| Укупно                | 194         | 194         |